# Tetrahydrotiofen
Tetrahydrotiofen, C4H8S, är ett organiskt kemiskt ämne med mycket intensivt obehaglig lukt. Molekylen består av en femledad mättad ring med fyra metylengrupper och en svavelatom. Det är den mättade analogen av tiofen och är en flyktig, färglös vätska. Det är också känt som tiofan, tiolan eller THT. Även om THT inte är särskilt vanligt, är vitaminet biotin viktigt för livet i aeroba organismer.

## Framställning
Tetrahydrotiofenen framställs genom reaktion av tetrahydrofuran med vätesulfid. Denna ångfasreaktion katalyseras av aluminiumoxid och andra heterogena syrakatalysatorer.
Denna förening är en ligand i koordinationskemi, ett exempel är det komplexa klor(tetrahydrotiofen)guld(I).
Oxidation av THT ger sulfonsulfolan, som är av intresse som ett polärt, luktfritt lösningsmedel:
C4H8S + 2O → C4H8SO2
Sulfolan framställs dock mer konventionellt av butadien.

## Naturlig förekomst
Både osubstituerade och substituerade tetrahydrotiofener rapporteras förekomma i naturen. Till exempel förekommer tetrahydrotiofen som ett flyktigt ämne från Eruca sativa Mill (senapskål). medan monocykliska substituerade tetrahydrotiofener har isolerats från Allium fistulosum (piplök), Allium sativum (vitlök), Allium cepa (lök), Allium schoenoprasum (gräslök), och Salacia prinoides.. Albomyciner är en grupp antibiotika som innehåller tetrahydrotiofenringar från streptomyces medan biotin och neotiobinufaridin (och andra nufaralkaloider), är exempel på bicykliska respektive polycykliska tetrahydrotiofenringar innehållande naturliga produkter.

## Användning
På grund av dess lukt har tetrahydrotiofen använts som en luktämne i gasol om än inte längre i Nordamerika. Det används också som ett luktämne för stadsgas och naturgas, vanligtvis i blandningar som innehåller tert-butyltiol.